# Prezid (Słowenia)
Prezid – wieś w Słowenii, w gminie Vrhnika. W 2018 roku liczyła 123 mieszkańców.